# Парк Кирова (Новосибирск)
Парк Культуры и Отдыха им. С.М. Кирова (неоф. Сад Кирова) — парк культуры и отдыха в Новосибирске.

## Название
С 1936 года парк носит имя Сергея Мироновича Кирова — русского революционера, советского государственного и политического деятеля.

## Расположение
Парк расположен в Ленинском районе Новосибирска. С западной стороны к нему примыкает улица Станиславского, с северо-западной — площадь Труда, с северной — Широкая улица, с северо-восточной — территория с административными и жилыми зданиями, с южной стороны парк ограничивает улица Котовского.

## История
В 1920—1930 гг. здесь планировали создать широкую парковую полосу вдоль расположенной рядом линии железной дороги.
Парк традиционно связан с промышленными коллективами таких предприятий как Металлургический завод имени Кузьмина и Сибсельмаш, для работников этих заводов устраивались дни коллективного отдыха.
В 2017 году у ряда жителей левого берега Новосибирска вызвало недовольство сдача городскими властями в аренду участок под постройку магазина на улице Котовского возле ДК «Металлург» (здание расположено в парке Кирова). 

## Здания
- Дворец культуры «Металлург»

## Скульптурные произведения
- Памятник Кирову — скульптура С. М. Кирова, установленная вероятно после 1934 года. Скульптор – Вера Федоровна Штейн. В конце 1970-х гг. памятник был демонтирован, но сохранился, в 2006 году реставрирован и установлен на прежнее место[4][5].

- Солнечные часы — солнечные часы, установленные на территории парка в 2008 году. Автор объекта — Виктор Михайлович Шкаруба[6].

## Мероприятия
В парке проводятся традиционные праздники — Масленица, Новый год. Организуются весенние и осенние встречи жителей города.

## Галерея

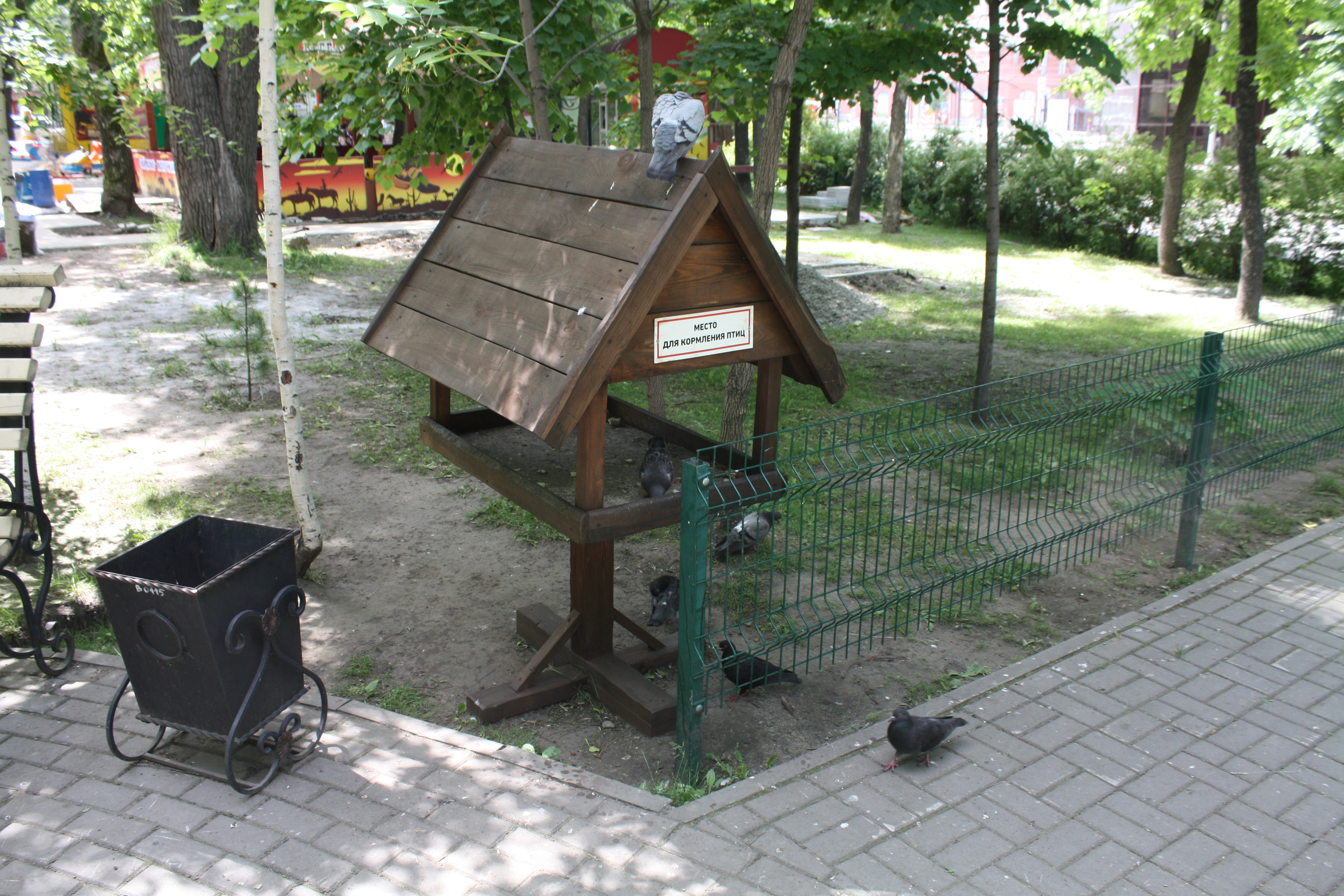
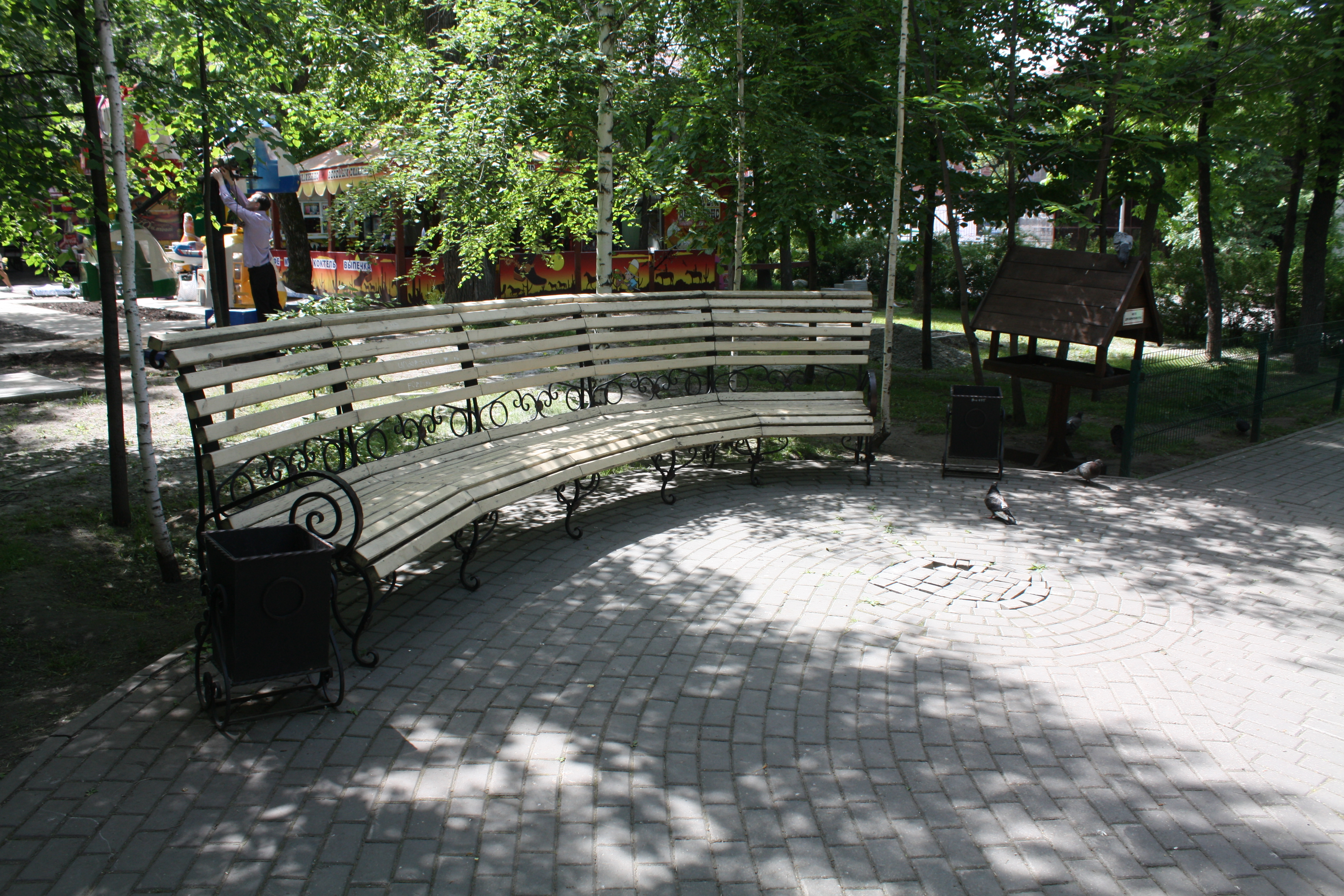
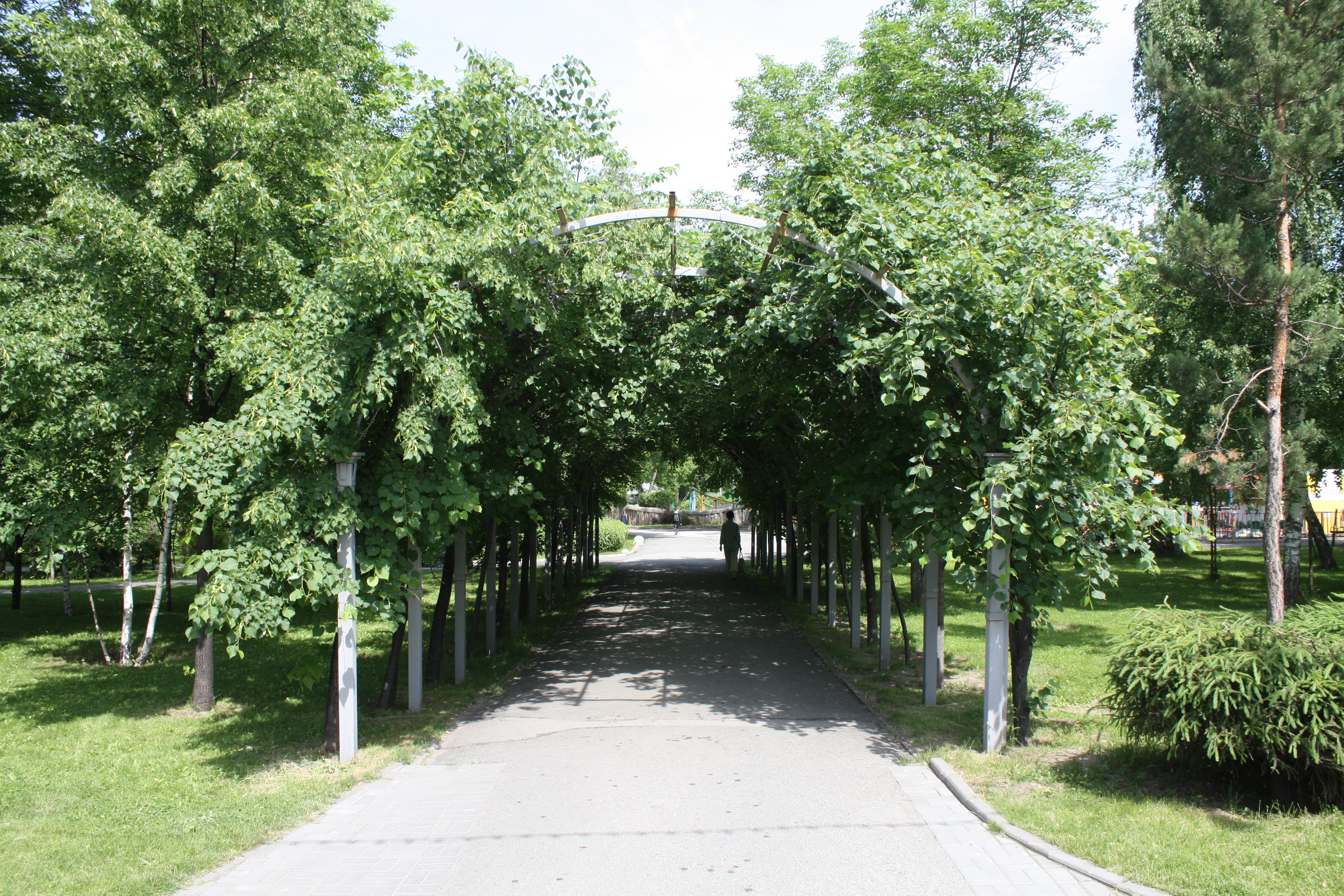
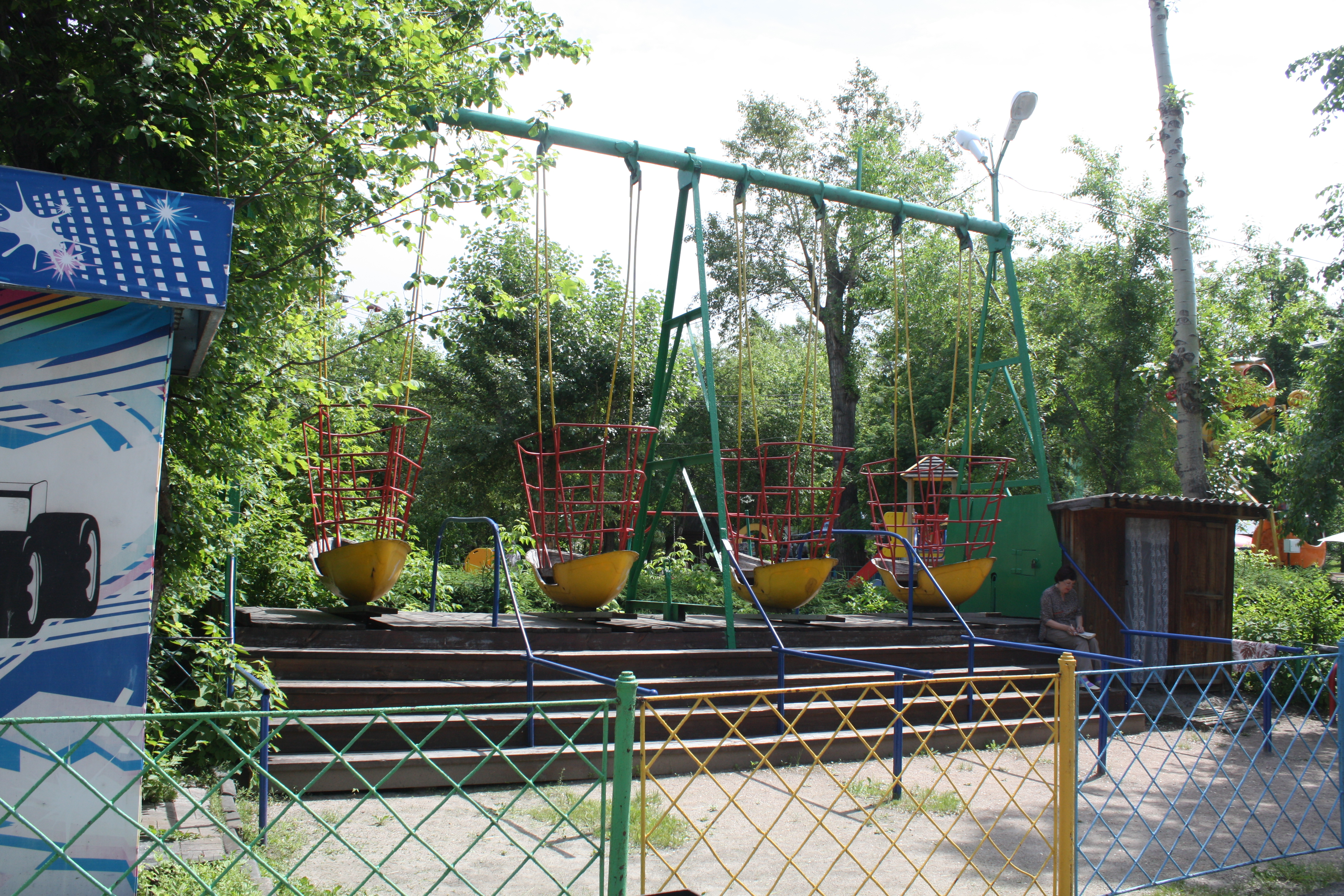